# Орден јунака социјалистичког рада
Орден јунака социјалистичког рада (словен. Red junaka socialističnega dela) био је одликовање Социјалистичке Федеративне Републике Југославије, четврто у важносном реду, које се додељивало од 1948. до 1992. године. Одликована лица су са добијањем ордена стицала почасни назив — јунак социјалистичког рада.

## Историја
Орден јунака социјалистичког рада установљен је 8. децембра 1948. године. Усвајање идејног решења за израду трајало до средине наредне 1949, када је почела додела одликовања. Одликовање је установљено по угледу на совјетско одликовање Хероја социјалистичког рада (рус. Геро́й Социалисти́ческого Труда́), установљено децембра 1938, а слична одликовања постојала су и у другим социјалистичким земљама источне Европе – НР Бугарској, НР Мађарској, Источној Немачкој, Чесхословачкој, СР Румунији, НСР Албанији и др.
Одликовање је имало само један степен и било је четврто по важносном редоследу одликовања СФРЈ. Носио се на левој страни груди као звезда, без траке. Према статуту ордена, могао се додељивати појединцима, колективима, предузећима и установама који су показали изванредне радне подвиге и резултате значајне за изградњу социјализма и за јачање угледа СФР Југославије у свету. Аутор основног ликовног концепта био је Теодор Кривак, а централног медаљона архитекта Григорије Самојлов.
Орден је облика звезде са средишњим медаљоном оивиченим ситнијим рубинима, на коме се налази рељефни приказ младе девојке дуге косе са тробојком у десној руци. Пет крака звезде повезује пет девојака у различитим народним ношњама од којих свака на себи има по један већи рубин. Величина ордена је пречника 70 милиметара. На различитим примерцима ордена могу се уочити мале разлике које потичу од несеријске израде инсигнија. Осим тога, у прве примерке уграђивани су прави рубини, који су касније замењени синтетичким, и они су се разликовали по нијанси црвене боје. Одликовани је са добијањем Ордена јунака социјалистичког рада стицао и почасни назив — јунак социјалистичког рада (мкд. Јунак на социјалистичкиот труд).
Прва особа одликована овим орденом 31. децембра 1949. је Моша Пијаде, револуционар и потпредседник Президијума Народне скупштине ФНРЈ. Само две особе су два пута одликоване — Едвард Кардељ и Ђуро Пуцар, а међу одликованима се налази пет жена — Спасенија Цана Бабовић, Анка Берус, Лидија Шентјурц, Вида Томшич и Ида Сабо. Постхумно су одликовани — Милентије Поповић, Џемал Биједић, Емерик Блум, Ђуро Пуцар (други пут) и Едвард Кардељ (други пут).
Једини страни држављанин, одликован овим орденом 25. јануара 1978. је Николаје Чаушеску, председник Социјалистичке Републике Румуније и генерални секретар Комунистичке партије Румуније.

## Носиоци одликовања
| бр   | име и презиме             | године живота | датум одликовања    | напомена                 | реф           |
| ---- | ------------------------- | ------------- | ------------------- | ------------------------ | ------------- |
| 1.   | Виктор Авбељ              | 1914—1993.    | 16. фебруар 1984.   |                          | [ 3 ] [ 4 ]   |
| 2.   | Иво Андрић                | 1892—1975.    | 30. јуна 1972.      |                          | [ 5 ]         |
| 3.   | Љупчо Арсов               | 1910—1986.    | 6. мај 1970.        |                          | [ 6 ]         |
| 4.   | Спасенија Цана Бабовић    | 1907—1977.    | 3. јул 1963.        |                          | [ 7 ]         |
| 5.   | Владимир Бакарић          | 1912—1983.    | 21. април 1961.     |                          | [ 8 ]         |
| 6.   | Милутин Балтић            | 1920—2013.    | 12. новембар 1980.  |                          | [ 9 ]         |
| 7.   | Влајко Беговић            | 1905—1989.    | фебруар 1965.       |                          | [ 10 ]        |
| 8.   | Марко Белинић             | 1911—2004.    | 24. јул 1981.       |                          | [ 11 ]        |
| 9.   | Јован Бељански            | 1901—1982.    | 4. октобар 1971.    |                          | [ 12 ]        |
| 10.  | Анка Берус                | 1903—1991.    | 3. јул 1963.        |                          | [ 7 ]         |
| 11.  | Антун Бибер               | 1910—1995.    | 28. мај 1980.       |                          | [ 13 ]        |
| 12.  | Џемал Биједић             | 1917—1977.    | 19. јануар 1977.    | постхумно                | [ 14 ]        |
| 13.  | Јаков Блажевић            | 1912—1996.    | 25. фебруар 1972.   |                          | [ 15 ]        |
| 14.  | Емерик Блум               | 1911—1984.    | 27. јуна 1984.      | постхумно                | [ 16 ]        |
| 15.  | Иван Божичевић            | 1909—1999.    | 20. септембар 1979. |                          | [ 17 ]        |
| 16.  | Томо Брејц                | 1904—1964.    | 1963.               |                          |               |
| 17.  | Богдан Брецељ             | 1906—1986.    | 5. јануар 1981.     |                          | [ 18 ]        |
| 18.  | Маријан Брецељ            | 1910—1989.    | 27. мај 1980.       |                          | [ 19 ]        |
| 19.  | Саво Брковић              | 1906—1991.    | 23. април 1981.     |                          | [ 20 ]        |
| 20.  | Јосип Броз Тито           | 1892—1980.    | 29. април 1950.     |                          | [ 21 ] [ 22 ] |
| 21.  | Јован Веселинов           | 1906—1982.    | 21. април 1961.     |                          | [ 8 ]         |
| 22.  | Добривоје Видић           | 1918—1992.    | 20. децембар 1978.  |                          | [ 23 ]        |
| 23.  | Јосип Видмар              | 1895—1992     | 14. октобар 1960.   |                          | [ 24 ]        |
| 24.  | Радован Влајковић         | 1924—2001.    | 21. октобар 1982.   |                          | [ 25 ]        |
| 25.  | Вељко Влаховић            | 1914—1975.    | 21. април 1961.     |                          | [ 8 ]         |
| 26.  | Михајло Вранеш            | 1900—1984.    | 24. јул 1981.       |                          | [ 11 ]        |
| 27.  | Тодор Вујасиновић         | 1904—1988.    | 1. новембар 1979.   |                          | [ 26 ]        |
| 28.  | Светозар Вукмановић Темпо | 1912—2000.    | 21. април 1961.     |                          | [ 8 ]         |
| 29.  | Страхил Гигов             | 1909—1999.    | 3. септембар 1969.  |                          | [ 27 ]        |
| 30.  | Драго Гиздић              | 1912—1983.    | 10. децембар 1981.  |                          | [ 28 ]        |
| 31.  | Иван Гошњак               | 1909—1980.    | 21. април 1961.     |                          | [ 8 ]         |
| 32.  | Павле Грегорић            | 1892—1989.    | 19. октобар 1957.   |                          | [ 29 ]        |
| 33.  | Радивој Давидовић Кепа    | 1909—1991.    | 1. јун 1979.        |                          | [ 30 ]        |
| 34.  | Оскар Давичо              | 1909—1989.    | 20. децембар 1978.  |                          | [ 23 ]        |
| 35.  | Угљеша Даниловић          | 1913—2003.    | 30. јануар 1973.    |                          | [ 31 ]        |
| 36.  | Пеко Дапчевић             | 1913—1999.    | 19. мај 1981.       |                          | [ 32 ]        |
| 37.  | Стане Доланц              | 1925—1999.    | 15. мај 1979.       |                          | [ 33 ]        |
| 38.  | Стеван Дороњски           | 1919—1981.    | 20. септембар 1979. |                          | [ 34 ]        |
| 39.  | Ратко Дугоњић             | 1916—1987.    | 5. јануар 1976.     |                          | [ 35 ]        |
| 40.  | Веселин Ђурановић         | 1925—1997.    | 25. јун 1985.       |                          | [ 36 ] [ 37 ] |
| 41.  | Видоје Жарковић           | 1927—2000.    | 18. јун 1987.       |                          | [ 38 ]        |
| 42.  | Вељко Зековић             | 1906—1985.    | 4. новембар 1976.   |                          | [ 39 ]        |
| 43.  | Борис Зихерл              | 1910—1979.    | 1. септембар 1970.  |                          | [ 40 ]        |
| 44.  | Драгиша Ивановић          | 1914—2001.    | 25. јун 1985.       |                          | [ 36 ] [ 37 ] |
| 45.  | Владо Јанић Цапо          | 1904—1991.    | 11. јул 1974.       |                          | [ 41 ]        |
| 46.  | Блажо Јовановић           | 1907—1976.    | 21. април 1961.     |                          | [ 8 ]         |
| 47.  | Иса Јовановић             | 1906—1983.    | 20. март 1974.      |                          | [ 42 ]        |
| 48.  | Павле Јовићевић           | 1910—1985.    | 2. јул 1980.        |                          | [ 43 ]        |
| 49.  | Анте Јурјевић             | 1915—2001.    | 7. новембар 1986.   |                          | [ 44 ]        |
| 50.  | Иван Караиванов           | 1899—1960.    | 5. октобар 1959.    |                          | [ 45 ]        |
| 51.  | Едвард Кардељ             | 1910—1979.    | 1955.               | први пут                 |               |
| 51.  | Едвард Кардељ             | 1910—1979.    | 10. фебруар 1979.   | други пут (постхумно)    | [ 46 ]        |
| 52.  | Данило Кекић              | 1918—1999.    | 18. јун 1987.       |                          | [ 38 ]        |
| 53.  | Борис Кидрич              | 1912—1953.    | 28. април 1950.     |                          | [ 22 ] [ 47 ] |
| 54.  | Никола Ковачевић          | 1890—1964.    | 1955.               |                          |               |
| 55.  | Руди Колак                | 1918—2004.    | 11. март 1978.      |                          | [ 48 ]        |
| 56.  | Лазар Колишевски          | 1914—2000.    | 21. април 1961.     |                          | [ 8 ]         |
| 57.  | Славко Комар              | 1918—2012.    | 11. март 1978.      |                          | [ 49 ]        |
| 58.  | Драгутин Косовац          | 1924—2012.    | 30. децембар 1983.  |                          | [ 50 ]        |
| 59.  | Иван Стево Крајачић       | 1906—1986.    | 26. август 1976.    |                          | [ 51 ]        |
| 60.  | Сергеј Крајгер            | 1914—2001.    | 14. март 1974.      |                          | [ 42 ]        |
| 61.  | Мирослав Крлежа           | 1893—1981.    | 19. децембар 1953.  |                          | [ 52 ]        |
| 62.  | Вицко Крстуловић          | 1892—1975.    | 3. јул 1972.        |                          | [ 53 ]        |
| 63.  | Михаило Лалић             | 1914—2002.    | 4. јун 1979.        |                          | [ 54 ]        |
| 64.  | Франц Лескошек            | 1897—1983.    | 8. децембар 1957.   |                          | [ 55 ]        |
| 65.  | Никола Љубичић            | 1916—2005.    | 4. март 1976.       |                          | [ 56 ]        |
| 66.  | Шефкет Маглајлић          | 1912—1983.    | 21. новембар 1974.  |                          | [ 57 ]        |
| 67.  | Бранко Мамула             | 1921—2021.    | 22. децембар 1985.  |                          | [ 58 ]        |
| 68.  | Миха Маринко              | 1900—1983.    | 8. септембар 1960.  |                          | [ 59 ]        |
| 69.  | Драгослав Марковић        | 1920—2005.    | 26. јун 1980.       |                          | [ 60 ]        |
| 70.  | Мома Марковић             | 1912—1992.    | 4. јун 1979.        |                          | [ 61 ]        |
| 71.  | Крсте Марковски           | 1925—         | 12. септембар 1985. |                          | [ 62 ]        |
| 72.  | Божидар Масларић          | 1895—1963.    | 1955.               |                          |               |
| 73.  | Иван Мачек                | 1908—1993.    | 15. мај 1968.       |                          | [ 63 ]        |
| 74.  | Цвијетин Мијатовић        | 1913—1993.    | 5. јануар 1973.     |                          | [ 64 ]        |
| 75.  | Вељко Милатовић           | 1921—2004.    | 24. јул 1981.       |                          | [ 11 ]        |
| 76.  | Милош Минић               | 1914—2003.    | 4. јун 1979.        |                          | [ 61 ]        |
| 77.  | Вељко Мићуновић           | 1916—1982.    | 8. мај 1981.        |                          | [ 65 ]        |
| 78.  | Карло Мразовић            | 1902—1987.    | 1963.               |                          |               |
| 79.  | Андрија Мугоша            | 1910—2006.    | 7. мај 1975.        |                          | [ 66 ]        |
| 80.  | Коста Нађ                 | 1911—1986.    | 25. мај 1971.       |                          | [ 67 ]        |
| 81.  | Драган Николић            | 1926—2012.    | 14. јул 1986.       |                          | [ 68 ]        |
| 82.  | Џавид Нимани              | 1919—2000.    | 20. децембар 1978.  |                          | [ 23 ]        |
| 83.  | Франц Оман                | 1920—1987.    | 7. новембар 1986.   |                          | [ 44 ]        |
| 84.  | Ђоко Пајковић             | 1917—1980.    | 31. октобар 1972.   |                          | [ 69 ]        |
| 85.  | Душан Петровић Шане       | 1919—2000.    | 23. мај 1974.       |                          | [ 70 ]        |
| 86.  | Бранко Пешић              | 1922—1986.    | 24. јануар 1986.    |                          | [ 71 ]        |
| 87.  | Моша Пијаде               | 1890—1957.    | 31. децембар 1949.  | први одликовани          | [ 22 ] [ 72 ] |
| 88.  | Хамдија Поздерац          | 1924—1988.    | 30. децембар 1983.  |                          | [ 50 ]        |
| 89.  | Крсто Попивода            | 1910—1988.    | 7. мај 1975.        |                          | [ 66 ]        |
| 90.  | Франце Попит              | 1921—2013.    | 12. март 1981.      |                          | [ 73 ]        |
| 91.  | Коча Поповић              | 1908—1992.    | 13. март 1968.      |                          | [ 74 ] [ 75 ] |
| 92.  | Милентије Поповић         | 1913—1971.    | 10. мај 1971.       | постхумно                | [ 76 ]        |
| 93.  | Миле Почуча               | 1899—1980.    | 3. септембар 1969.  |                          | [ 27 ]        |
| 94.  | Ђуро Пуцар                | 1899—1979.    | 12. децембар 1959.  | први пут                 | [ 77 ]        |
| 94.  | Ђуро Пуцар                | 1899—1979.    | 14. април 1979.     | други пут (постхумно)    | [ 78 ]        |
| 95.  | Добривоје Радосављевић    | 1915—1984.    | 3. јануар 1980.     |                          | [ 79 ]        |
| 96.  | Александар Ранковић       | 1909—1983.    | мај 1954.           |                          | [ 80 ]        |
| 97.  | Иван Регент               | 1884—1967.    | 22. јануар 1954.    |                          | [ 81 ]        |
| 98.  | Иван Рибар                | 1881—1968.    | 21. јануар 1961.    |                          | [ 82 ]        |
| 99.  | Митја Рибичич             | 1919—2013.    | 5. април 1979.      |                          | [ 83 ]        |
| 100. | Ида Сабо                  | 1915—2016.    | 17. април 1986.     |                          | [ 84 ]        |
| 101. | Павле Савић               | 1909—1994.    | 20. децембар 1978.  |                          | [ 23 ]        |
| 102. | Ђуро Салај                | 1889—1958.    | 4. април 1956.      |                          | [ 85 ]        |
| 103. | Никола Секулић            | 1911—2002.    | 12. март 1981.      |                          | [ 73 ]        |
| 104. | Владимир Симић            | 1894—1974.    | 26. децембар 1959.  |                          | [ 86 ]        |
| 105. | Видоје Смилевски          | 1915—1979.    | 1. јул 1975.        |                          | [ 87 ]        |
| 106. | Петар Стамболић           | 1912—2007.    | 21. април 1961.     |                          | [ 8 ]         |
| 107. | Благоје Талески           | 1924—2001.    | 12. јануар 1984.    |                          | [ 88 ] [ 89 ] |
| 108. | Борко Темелковски         | 1919—2001.    | 20. септембар 1979. |                          | [ 90 ]        |
| 109. | Мијалко Тодоровић         | 1913—1999.    | 21. април 1961.     |                          | [ 8 ]         |
| 110. | Вида Томшич               | 1913—1998.    | 4. јун 1973.        |                          | [ 91 ]        |
| 111. | Фрањо Херљевић            | 1915—1998.    | 2. јул 1980.        |                          | [ 92 ]        |
| 112. | Фадиљ Хоџа                | 1916—2001.    | 31. децембар 1975.  |                          | [ 93 ]        |
| 113. | Јосип Хрнчевић            | 1901—1984.    | 4. новембар 1976.   |                          | [ 39 ]        |
| 114. | Јосип Цази                | 1907—1977.    | 11. март 1977.      |                          | [ 94 ]        |
| 115. | Маријан Цветковић         | 1920—1990.    | 2. јул 1980.        |                          | [ 95 ]        |
| 116. | Крсте Црвенковски         | 1921—2001.    | 22. јул 1969.       |                          | [ 96 ]        |
| 117. | Николаје Чаушеску         | 1918—1989.    | 25. јануар 1978.    | једини страни држављанин | [ 97 ]        |
| 118. | Ангел Чемерски            | 1923—2005.    | 17. март 1983.      |                          | [ 98 ]        |
| 119. | Родољуб Чолаковић         | 1900—1983.    | 7. јун 1960.        |                          | [ 99 ]        |
| 120. | Владо Шегрт               | 1907—1991.    | 7. новембар 1986.   |                          | [ 44 ]        |
| 121. | Лидија Шентјурц           | 1911—2000.    | 2. март 1971.       |                          | [ 100 ]       |
| 122. | Мика Шпиљак               | 1916—2007.    | 4. новембар 1976.   |                          | [ 39 ]        |
| 123. | Али Шукрија               | 1919—2005.    | 12. септембар 1985. |                          | [ 62 ]        |

### Организације и места
Организације и места у СФРЈ одликоване овим одликовањем су:
1. Народна омладина Југославије — одликована 5. марта 1953. године
2. Скопље — одликовано 1973. године

## Статистика
| Јунаци социјалистичког рада према републици и покрајини рођења | Јунаци социјалистичког рада према републици и покрајини рођења | Јунаци социјалистичког рада према републици и покрајини рођења | Јунаци социјалистичког рада према републици и покрајини рођења | Јунаци социјалистичког рада према републици и покрајини рођења | Јунаци социјалистичког рада према републици и покрајини рођења | Јунаци социјалистичког рада према републици и покрајини рођења | Јунаци социјалистичког рада према републици и покрајини рођења | Јунаци социјалистичког рада према републици и покрајини рођења | Јунаци социјалистичког рада према републици и покрајини рођења | Јунаци социјалистичког рада према републици и покрајини рођења |
| -------------------------------------------------------------- | -------------------------------------------------------------- | -------------------------------------------------------------- | -------------------------------------------------------------- | -------------------------------------------------------------- | -------------------------------------------------------------- | -------------------------------------------------------------- | -------------------------------------------------------------- | -------------------------------------------------------------- | -------------------------------------------------------------- | -------------------------------------------------------------- |
| Босна и Херцеговина                                            | Македонија                                                     | Словенија                                                      | Хрватска                                                       | Црна Гора                                                      | Србија                                                         | ужа Србија                                                     | Војводина                                                      | Косово                                                         | ван Југославије                                                | Укупно                                                         |
| 14                                                             | 9                                                              | 19                                                             | 30                                                             | 16                                                             | 33                                                             | 21                                                             | 4                                                              | 8                                                              | 2                                                              | 123                                                            |

| Јунаци социјалистичког рада према години одликовања | Јунаци социјалистичког рада према години одликовања | Јунаци социјалистичког рада према години одликовања | Јунаци социјалистичког рада према години одликовања | Јунаци социјалистичког рада према години одликовања | Јунаци социјалистичког рада према години одликовања | Јунаци социјалистичког рада према години одликовања | Јунаци социјалистичког рада према години одликовања | Јунаци социјалистичког рада према години одликовања | Јунаци социјалистичког рада према години одликовања | Јунаци социјалистичког рада према години одликовања | Јунаци социјалистичког рада према години одликовања | Јунаци социјалистичког рада према години одликовања | Јунаци социјалистичког рада према години одликовања | Јунаци социјалистичког рада према години одликовања | Јунаци социјалистичког рада према години одликовања |
| 1949.                                               | 1950.                                               | 1953.                                               | 1954.                                               | 1955.                                               | 1956.                                               | 1957.                                               | 1959.                                               | 1960.                                               | 1961.                                               | 1963.                                               | 1965.                                               | 1968.                                               | 1969.                                               | 1970.                                               | 1971.                                               |
| --------------------------------------------------- | --------------------------------------------------- | --------------------------------------------------- | --------------------------------------------------- | --------------------------------------------------- | --------------------------------------------------- | --------------------------------------------------- | --------------------------------------------------- | --------------------------------------------------- | --------------------------------------------------- | --------------------------------------------------- | --------------------------------------------------- | --------------------------------------------------- | --------------------------------------------------- | --------------------------------------------------- | --------------------------------------------------- |
| 1                                                   | 2                                                   | 1                                                   | 2                                                   | 3                                                   | 1                                                   | 2                                                   | 3                                                   | 3                                                   | 10                                                  | 4                                                   | 1                                                   | 2                                                   | 3                                                   | 2                                                   | 4                                                   |
| 1972.                                               | 1973.                                               | 1974.                                               | 1975.                                               | 1976.                                               | 1977.                                               | 1978.                                               | 1979.                                               | 1980.                                               | 1981.                                               | 1982.                                               | 1983.                                               | 1984.                                               | 1985.                                               | 1986.                                               | 1987.                                               |
| 4                                                   | 3                                                   | 5                                                   | 4                                                   | 6                                                   | 2                                                   | 7                                                   | 10                                                  | 8                                                   | 10                                                  | 1                                                   | 3                                                   | 3                                                   | 5                                                   | 6                                                   | 2                                                   |